# Primary
La Primary è stata una casa discografica italiana attiva tra il 1959 e la fine degli anni sessanta. Il suo logo era una fiaccola stilizzata.

## Storia della Primary
La Primary fu fondata nel 1959 da Giovanni Battista Ansoldi (che ne divenne amministratore delegato) come sottoetichetta della Ri-Fi per il lancio di nuovi artisti;  la sede delle due etichette era la stessa, in corso Buenos Aires 77 a Milano.  Per la registrazione e la stampa entrambe le case si affidavano a fornitori esterni. La distribuzione della Primary era affidata alla Bluebell s.r.l.
Tra i principali  artisti lanciati dalla Primary i più noti furono Fred Bongusto, Ghigo e Cocky Mazzetti.
Con la fine del decennio l'etichetta cessò l'attività, riunendo il catalogo alla casa madre.

## I dischi pubblicati
Per la datazione ci si basa sull'etichetta del disco, o sul vinile o, infine, sulla copertina, qualora nessuno di questi elementi avesse una datazione, ci si basa sulla numerazione del catalogo, se esistenti, si riportano oltre all'anno il mese e il giorno (quest'ultimo dato si trova, a volte, stampato sul vinile).

### 33 giri
| Numero di catalogo | Anno | Interprete    | Titoli        |
| ------------------ | ---- | ------------- | ------------- |
| CRA 96005          | 1964 | Fred Bongusto | Fred Bongusto |

### EP 45 giri
| Numero di catalogo | Anno | Interprete                       | Titoli                                                                                           |
| ------------------ | ---- | -------------------------------- | ------------------------------------------------------------------------------------------------ |
| EP 5001            | 1959 | Piero Soffici e la sua Orchestra | Viaggio nell'infinito/È Incredibile/La valle del cielo/Tienimi                                   |
| EP 5002            | 1960 | Michelino e il suo complesso     | Cha cha cha de las secretarias/Rumbadi bumbadi cha cha cha/Ciceron cha cha cha/Ye ye cha cha cha |
| EP 5004            | 1961 | Cocky Mazzetti                   | Recital Vol.1: Nessuno sa/A mani giunte/Credere nella vita/Le tue mani                           |

### 45 giri
| Numero di catalogo | Anno    | Interprete                                               | Titoli                                                    |
| ------------------ | ------- | -------------------------------------------------------- | --------------------------------------------------------- |
| CRA 91505          | 1959    | Manlio Darena                                            | Lo specchio/Tempo d'autunno                               |
| CRA 91782          | 03-1959 | Ghigo                                                    | Coccinella/Stazione del rock                              |
| CRA 91783          | 1959    | Silvano Silvi & gli Erranti                              | Disintegrato/Miss memory                                  |
| CRA 91784          | 1959    | Aldo Attuali                                             | Tre campane/Angelina                                      |
| CRA 91785          | 1959    | Silvano Silvi & gli Erranti                              | Pity pity/My true love                                    |
| CRA 91787          | 1959    | Aldo Attuali                                             | Love in Portofino/Amorevole                               |
| CRA 91789          | 1960    | Michelino e il suo complesso                             | Cha cha cha de las secretarias/Pedacito de cielo          |
| CRA 91790          | 1960    | Elda Bianchi                                             | Libero/Quando vien la sera                                |
| CRA 91791          | 1960    | Silvano Silvi                                            | Mary Mary/I treni                                         |
| CRA 91792          | 1960    | Elda Bianchi                                             | Non sono più la tua ragazza/Cupido                        |
| CRA 91793          | 1960    | Aldo Attuali                                             | Bye bye baby good bye/Dove vai?                           |
| CRA 91795          | 1960    | Michelino                                                | Ma-Ma-Du/Ye Ye cha cha cha                                |
| CRA 91796          | 1960    | Elda Bianchi                                             | Che sera stasera/Candida                                  |
| CRA 91797          | 1960    | Ghigo                                                    | Allocco tra gli angeli/Banana (frutto di moda)            |
| CRA 91798          | 1960    | Silvano Silvi & gli Erranti                              | Senza amore/Monica                                        |
| CRA 91801          | 1961    | Silvano Silvi                                            | Al Madison Square/Meglio il madison                       |
| CRA 91802          | 1961    | Michelino e il suo complesso                             | Ciceron cha cha cha/Rumbadi Bumbadi cha cha cha           |
| CRA 91803          | 1961    | Luciano Beretta                                          | Adieu viveur/Can can delle giarrettiere                   |
| CRA 91804          | 1961    | Cristian Morandi (sul lato A)/Bruno Pallesi (sul lato B) | Caro Gesù Bambino                                         |
| CRA 91805          | 1961    | Manlio Darena                                            | Lo specchio/Tempo d'autunno                               |
| CRA 91806          | 1959    | I 4 Loris canta Fred Bongusto                            | Tu sei l'orizzonte/Stringimi e baciami (Possess Me)       |
| CRA 91807          | 1961    | Bruno Pallesi                                            | Gigolò/Telefonami                                         |
| CRA 91812          | 1961    | Ghigo                                                    | Si titubi, tu titubi/Tredici vermi con il filtro          |
| CRA 91813          | 1961    | Fred Bongusto e I 4 Loris                                | Madison Italiano/Notte d'amore                            |
| CRA 91814          | 1961    | Michelino e il suo complesso                             | Un besito por telefono/Hablame y jurame                   |
| CRA 91815          | 1961    | Michelino e il suo complesso                             | Fidel/Madrid                                              |
| CRA 91816          | 1961    | Cocky Mazzetti                                           | Versami qualcosa da bere/Tu lei lui                       |
| CRA 91817          | 1961    | Cocky Mazzetti                                           | Qualcuno mi ama/A. A. A. Adorabile cercasi                |
| CRA 91818          | 1962    | Christian Morandi                                        | Patatina/Alla fiera di mago Zurlì                         |
| CRA 91819          | 1962    | Michelino e il suo complesso                             | Flamenco rock/Quando c'è la luna piena                    |
| CRA 91820          | 1961    | Fred Bongusto                                            | Bella bellissima/Doce doce                                |
| CRA 91821          | 1961    | Cocky Mazzetti                                           | Armadio/Preludio                                          |
| CRA 91822          | 1961    | Luciano Beretta                                          | Yuri Gagarin/La trottola                                  |
| CRA 91824          | 1961    | Cocky Mazzetti                                           | Che dirà la gente?/Abreme la puerta                       |
| CRA 91825          | 1961    | Michelino e il suo complesso                             | La pachanga/Me - Me - Me                                  |
| CRA 91826          | 1961    | Bruno Pallesi                                            | Luna sulla laguna/Mi no voio                              |
| CRA 91829          | 1961    | Zanetti Brothers                                         | Passa la ronda/Valencia                                   |
| CRA 91831          | 1962    | Bruno Pallesi                                            | Lontan de Milan/La ballada d'on loch                      |
| CRA 91832          | 1962    | Cocky Mazzetti                                           | Tu non vuoi/La cumparsita/Strana sensazione               |
| CRA 91833          | 1962    | Cocky Mazzetti                                           | Cha cha cha/Zero in cha cha cha                           |
| CRA 91834          | 1962    | Silvano Silvi                                            | Caminito/Lavati                                           |
| CRA 91835          | 1962    | Ghigo                                                    | Scalogna e carcere/No al demonio                          |
| CRA 91837          | 1962    | Piero Soffici                                            | Don't Ever Change/Carina Marie                            |
| CRA 91840          | 1962    | Fred Bongusto                                            | My love is dead/Chist' è ammore                           |
| CRA 91842          | 1962    | Michelino e il suo complesso                             | Lola Catula/Cuca Cuca                                     |
| CRA 91843          | 1962    | Michelino e il suo complesso                             | Brigitte Bardot/Cha -ba -da cha- ba -di                   |
| CRA 91844          | 1962    | Guidone                                                  | Pupa bella/Stai qui                                       |
| CRA 91845          | 1962    | Cocky Mazzetti                                           | Mezzosangue/Tu sei differente                             |
| CRA 91848          | 1961    | Cocky Mazzetti                                           | Bacio per bacio/No non lasciarmi                          |
| CRA 91849          | 1961    | Christian Morandi                                        | Le calze della befana/Azzurro palloncino                  |
| CRA 91851          | 12-1961 | Michelino e il suo complesso                             | Colazione da Tiffany (Moon River)/Esta es la chunga       |
| CRA 91855          | 1962    | Cocky Mazzetti                                           | Carnaval do Brasil/Cielito Lindo                          |
| CRA 91857          | 1962    | Cocky Mazzetti                                           | Tobia/Occhi senza lacrime                                 |
| CRA 91859          | 1962    | Michelino e il suo complesso                             | L'errore/Me siento male                                   |
| CRA 91860          | 1962    | Fred Bongusto                                            | Poquito por mi/Ti lascio                                  |
| CRA 91861          | 1962    | Mara Morris                                              | Romeo/Qualcuno                                            |
| CRA 91863          | 1962    | Fred Bongusto                                            | Caterina/Frida                                            |
| CRA 91865          | 1962    | Cocky Mazzetti                                           | Ruega por nos otros/Stasera                               |
| CRA 91868          | 05-1962 | Michelino e il suo complesso                             | Ho bigiato la scuola/Lisbona di notte                     |
| CRA 91869          | 1962    | Lina De Lima                                             | Cuando calienta el sol/Café café cafecito                 |
| CRA 91871          | 1962    | Fred Bongusto                                            | Caterina/Poquito por mi                                   |
| CRA 91874          | 1962    | Gabriella Iva                                            | Non lo sai/Son come tu mi vuoi                            |
| CRA 91875          | 1962    | Fred Bongusto                                            | Con maracas chica/Lucky Twist                             |
| CRA 91877          | 1962    | Cocky Mazzetti                                           | Nuttata 'e luna/Paese 'e cartulina/Chin'e fuoco           |
| CRA 91879          | 1962    | Fred Bongusto                                            | Madelein aufwiedersehen/Buonanotte angelo mio             |
| CRA 91880          | 1962    | Cocky Mazzetti                                           | Un caffè/Tu sei differente                                |
| CRA 91881          | 1962    | I Campioni                                               | Speedy Gonzales/Una notte vicino al mare                  |
| CRA 91882          | 1962    | Michelino e il suo complesso                             | Guardie e baffi/Glu glu                                   |
| CRA 91883          | 1962    | Michelino e il suo complesso                             | Lolita ya ya/Canzone do Brasil                            |
| CRA 91886          | 1962    | Cocky Mazzetti                                           | La partita di pallone/Il tuo compleanno                   |
| CRA 91889          | 1962    | Lina De Lima                                             | Triangolo/El milagro (Un miracolo)                        |
| CRA 91891          | 1962    | I Campioni                                               | Carosello italiano/ na notte vicino al mare               |
| CRA 91892          | 1963    | I Campioni                                               | Il nostro film/Non vedo che te                            |
| CRA 91893          | 1963    | I Campioni                                               | Hey baby (Hey pupa)/Ma perché (Why)                       |
| CRA 91894          | 1963    | Christian Morandi                                        | Le calze della befana/Caro Gesù bambino                   |
| CRA 91896          | 1963    | Cocky Mazzetti                                           | Giovane giovane/Le gocce                                  |
| CRA 91897          | 1963    | Cocky Mazzetti                                           | Perché, perché?/Di baci                                   |
| CRA 91898          | 1963    | Fred Bongusto                                            | Amore fermati/E dopo                                      |
| CRA 91899          | 1963    | Cocky Mazzetti                                           | Dimmelo sottovoce/Qui sotto il cielo di Capri             |
| CRA 91900          | 1963    | I Campioni                                               | Roma nun fa' la stupida stasera/Questo è lo sherry        |
| CRA 91901          | 1963    | Fred Bongusto                                            | Malaga/Tu non capira                                      |
| CRA 91902          | 1963    | Michelino e il suo complesso                             | Coffee bean/Tengo una esperancita                         |
| CRA 91903          | 1963    | Cocky Mazzetti                                           | Casanova Baciami/Tu lo sai                                |
| CRA 91906          | 1963    | Mara Pacini                                              | Quelli della mia età/Non amarmi così                      |
| CRA 91909          | 05-1963 | I Campioni                                               | Roma nun fa' la stupida stasera/Una notte vicino al mare  |
| CRA 91910          | 1963    | Cocky Mazzetti                                           | La domenica/Pizza Pye                                     |
| CRA 91911          | 1963    | Mara Pacini                                              | Uffa/Sei maleducato                                       |
| CRA 91912          | 1963    | Lina De Lima                                             | Spiaggia di mezzanotte/Luna sanremese                     |
| CRA 91914          | 07-1963 | Fred Bongusto                                            | Uno Due Tre Ay-Bo-Lè/Mademoiselle Ay-Bo-Lè                |
| CRA 91915          | 1963    | Roberto Moncini                                          | Oggi più di ieri/Sei qui con me                           |
| CRA 91917          | 07-1963 | Michelino e il suo complesso                             | Broken date/Vieni mademoiselle                            |
| CRA 91918          | 1963    | Mara Pacini                                              | È all'amore che penso/Da ieri non ho visto il mio ragazzo |
| CRA 91919          | 1963    | Fred Bongusto                                            | Chi ci sarà dopo di te/Vierno                             |
| CRA 91920          | 09-1963 | Cocky Mazzetti                                           | Ronf ronf / Pagherai                                      |
| CRA 91921          | 1963    | Cocky Mazzetti                                           | Buio/Pagherai                                             |
| CRA 91923          | 12-1963 | Antonella                                                | Bene ca va (e ca vene)/Vicino a te                        |
| CRA 91926          | 1964    | Michelino e il suo complesso                             | La squadra dal gol facile/Chi lo sa                       |
| CRA 91927          | 1964    | Cocky Mazzetti                                           | Mezzanotte/Dicono di me                                   |
| CRA 91928          | 1964    | Fred Bongusto                                            | Mare non cantare/Va bbuono                                |
| CRA 91929          | 1964    | Mara Pacini                                              | La gente lo sa/C'è qualcosa che non va                    |
| CRA 91930          | 1964    | Fred Bongusto                                            | Carolaina/Mare non cantare                                |
| CRA 91931          | 1964    | Fred Bongusto                                            | Va bbuono/Ora che ti sto perdendo                         |
| CRA 91933          | 1964    | Cocky Mazzetti                                           | La fine di tutto/Ho perso la bussola                      |
| CRA 91934          | 1964    | Fred Bongusto                                            | Una rotonda sul mare/Chi ci sarà dopo di te               |
| CRA 91935          | 1964    | Fred Bongusto                                            | Napoli c'est fini/Tu nun'e a chiagnere                    |
| CRA 91942          | 1964    | Cocky Mazzetti                                           | Uno ventuno tremila/Sei libero                            |
| CRA 91943          | 1964    | Fred Bongusto                                            | 'O cielo ce manna sti ccose/Tutti mi dicono               |
| CRA 91944          | 1965    | Fred Bongusto                                            | 'A 'nnammurata mia/Da cosa nasce cosa                     |
| CRA 91945          | 1965    | Cocky Mazzetti                                           | Senza catene/Credere nella vita                           |
| CRA 91952          | 01-1966 | Antonella                                                | Non parliamone/Se saprò                                   |
| CRA 91957          | 1966    | Antonella D'Agostino                                     | Canzone senza fine/'Na fronna gialla                      |

### 45 giri pubblicitari per la Coca Cola
Nel 1960 e nel 1961 la Primary stampò una serie di 45 giri pubblicitari per la Coca Cola, con cantanti dell'etichetta che eseguivano alcuni successi propri o cover di altri artisti; la sigla della catalogazione era CC, ovviamente riferita alle iniziali dell'azienda.
La copertina, uguale per ogni emissione, raffigurava una fotografia di un gruppo di giovani mentre bevevano la bevanda.
Questi dischi sono diventati con il tempo una rarità molto ricercata nell'ambito del collezionismo discografico.
| Numero di catalogo | Anno | Interprete                                                                        | Titoli                              |
| ------------------ | ---- | --------------------------------------------------------------------------------- | ----------------------------------- |
| CC 2               | 1960 | Los Moycanos                                                                      | Pimpello/Cachito                    |
| CC 3               | 1960 | Gaby Montez e Los Moycanos (sul lato A)/Michelino e il suo complesso (sul lato B) | La pachanga/Madrid                  |
| CC 4               | 1960 | Aldo Attuali (sul lato A)/Gianni Rotino (sul lato B)                              | Bye bye baby good-bye/Telefonami    |
| CC 5               | 1960 | Michelino e il suo complesso (sul lato A)/Los Moycanos (sul lato B)               | Quando c'è la luna piena/Mambo n° 5 |
| CC 6               | 1960 | Los Moycanos                                                                      | Patricia/Angelitos negros           |
| CC 7               | 1961 | Ghigo e gli Arrabbiati (sul lato A)/Juan Alegre (sul lato B)                      | Coccinella/Why wait                 |
| CC 10              | 1961 | Michelino e il suo complesso (sul lato A)/Silvano Silvi (sul lato B)              | Ye ye cha-cha-cha/Guarda che luna   |